# Bécsi munkásinduló
A Bécsi munkásinduló Bécsben keletkezett az első világháború utáni években.
A dal eredeti változatát Samuel Pokrass írta "Fehér hadsereg, fekete báró" (Белая армия, чёрный барон) címmel az oroszországi polgárháború alatt. A dal ezen változata később a Vörös Hadsereg hivatalos himnuszává vált.
A dal német változatát Fritz Brügel szerezte. Az 1934. február 12-i bécsi munkásfelkelés idején vált népszerűvé, amikor a túlerőben levő, ágyúkkal támadó katonasággal és rendőrséggel szemben sokan életüket vesztették. Később az egész világon elterjedt, manapság az egyik leghíresebb mozgalmi dal.

## Magyar szövege
| Munka hadának a lépése dobog, Zendülő ének az égre lobog, Hajnali fényözön földre leszáll, Kézben a kéz és vállhoz a váll! Repülj te lángoló, tűzszínű zászló, Vezess az éjek éjén át, Vezess a harcra, sok sápadt arcra, Derítsd a hajnal bíborát! | Száll a dalunk, szava ég felé tör, Láncban az építő harcos ököl. Fáklyavivők kezén csörög a bilincs, Izzik a tűz, de ki szítsa, ma nincs. Lépj te a helyükbe, szítsad a lángot, És döngesd bátran a falat, Legyünk az új rend hű katonái, S leszünk a győztes élcsapat. |

## Az osztrák induló szövege
- Wir sind die Arbeiter von Wien

Wir sind das Bauvolk der kommenden Welt,

wir sind der Sämann, die Saat und das Feld.

Wir sind die Schnitter der kommenden Mahd,

wir sind die Zukunft und wir sind die Tat!

So flieg, du flammende, du rote Fahne, voran dem Wege, den wir ziehn!

Wir sind der Zukunft getreue Kämpfer, wir sind die Arbeiter von Wien.

So flieg, du flammende, du rote Fahne, voran dem Wege, den wir ziehn!

Wir sind der Zukunft getreue Kämpfer, wir sind die Arbeiter von Wien.
Herrn der Fabriken, ihr Herren der Welt,

endlich wird eure Herrschaft gefällt.

Wir, die Armee, die die Zukunft erschafft,

sprengen der Fesseln engende Haft.

So flieg, du flammende, du rote Fahne, voran dem Wege, den wir ziehn!

Wir sind der Zukunft getreue Kämpfer, wir sind die Arbeiter von Wien.

So flieg, du flammende, du rote Fahne, voran dem Wege, den wir ziehn!

Wir sind der Zukunft getreue Kämpfer, wir sind die Arbeiter von Wien.
Wie auch die Lüge uns schmähend umkreist,

alles besiegend erhebt sich der Geist

Kerker und Eisen zerbricht seine Macht,

wenn wir uns rüsten zur letzten Schlacht.

So flieg, du flammende, du rote Fahne, voran dem Wege, den wir ziehn!

Wir sind der Zukunft getreue Kämpfer, wir sind die Arbeiter von Wien.

So flieg, du flammende, du rote Fahne, voran dem Wege, den wir ziehn!

Wir sind der Zukunft getreue Kämpfer, wir sind die Arbeiter von Wien.

## Kotta és dallam
Feldolgozás:
| Szerző            | Mire               | Mű                   |
| ----------------- | ------------------ | -------------------- |
| Vásárhelyi Zoltán | két egynemű szólam | Erdő-mező, 33. kotta |

## Felvételek
- Bécsi munkásinduló YouTube (2:59)
- zeneszöveg.hu Best of Communism - Bécsi munkásinduló (Hozzáférés: 2016. február 13.)